# Pieter Johannes Smits
Pieter Johannes Smits (Bergambacht, 17 december 1829 – aldaar, 10 juni 1889) was een Nederlandse burgemeester.

## Leven en werk
Smits werd in 1829 geboren als zoon van de koopman Cornelis Smits en Neeltje de Keijser. In 1854 werd hij benoemd tot secretaris van de gemeente 's Heeraartsberg en Bergambacht. In 1856 volgde zijn benoeming tot burgemeester van de gemeenten Bergambacht en Ammerstol. Hij zette daarmee een bestuurlijke familietraditie voort. Ook zijn overgrootvader Jan Pieterszoon Smits, zijn grootvader Pieter Janszoon Smits en zijn oom Jan Smits van der Goes waren maire, schout en/of burgemeester van deze gemeenten. Evenals zijn voorouders vervulde ook hij bestuurlijke functies in de Krimpenerwaard. Hij was voorzitter van het polderbestuur Bergambacht en ijverde voor stoombemaling van de polder. Het gemaal waarvoor hij in 1879 de eerste steen legde kreeg zijn naam, het Gemaal P.J. Smits. Smits was tevens hoogheemraad van de Krimpenerwaard.
Smits trouwde op 15 mei 1857 te Bergambacht met Marrigje van der Bas. Hij overleed in juni 1889 op 59-jarige leeftijd in Bergambacht. Hij ligt begraven op de algemene begraafplaats bij Bergstoep, waar een monument voor hem is geplaatst.
In Bergambacht is de P.J. Smitsstraat naar hem genoemd.